# Tassão de Friul
Tassão (em latim: Tasso) foi um nobre lombardo do século VII, filho do duque do Friul Gisulfo II e e sua esposa Romilda, e irmão de Caco, Radoaldo e Grimualdo. Em 610, esteve entre aqueles que foram capturados pelos ávaros durante a captura de Fórum de Júlio, mas conseguiu escapar com seus irmãos. Em 610/611, ele e Caco sucederam seu pai como duques. Subjugaram uma comunidade esclavena vizinha e forçaram-a a pagar tributo a Friul. Depois, foram traiçoeiramente assassinados pelo exarca de Ravena Gregório em Opitérgio.